# Gazzano
Gazzano è una frazione del comune di Villa Minozzo, in provincia di Reggio Emilia. Fino al 1870 costituì un comune autonomo.

## Geografia fisica
Gazzano nella valle torrente Dolo, nell'alto Appennino reggiano. Di prospetto a Gazzano vi è il borgo modenese di Fontanaluccia.
Le borgate che compongono Gazzano sono: Monte Gazzano, Ca' del Biondo, Lame dei Bargi, Val di Menasi.

## Storia
Nel medioevo l'area era di proprietà della potente famiglia Dalli, tuttavia nel Liber focorum del 1315 Gazzano risulta appartenere al libero comune di Reggio. Nel 1383 la zona fu ceduta dai Dalli ai Vallisneri, altra importante famiglia dell'Appennino reggiano. Agli albori del XV secolo, come tutto il crinale, anche Gazzano passò sotto il controllo del Ducato di Ferrara. In periodo napoleonico venne elevato a comune, poi, dal 1812 al 1860 passò sotto la giurisdizione di Minozzo.

### Comune di Gazzano
Con l'Unità d'Italia Gazzano tornò ad essere sede di un comune. Le frazioni principali erano Asta, Cervarolo, Civago, Morsiano e Novellano.
Nel 1868 il comune di Gazzano contava 1 919 abitanti.
Nel 1870 il comune venne soppresso e annesso al limitrofo comune di Villa Minozzo.

## Monumenti e luoghi d'interesse
- Chiesa di San Marco, già citata in un documento del 1318, fu rifatta nelle forme attuali nel XIX secolo[2].
- Torre dell'Amorotto, avanzo di una fortificazione medievale costruita per vigilare il passaggio della gola del Dolo verso la Toscana.
- Oratorio di Sant'Antonio

## Cultura

### Istruzione

#### Musei
- Museo del Presepe